# Krysí národ
Krysí národ (čínsky v českém přepisu šu cu, pchin-jinem shǔ zú, znaky 鼠族) je označení pro část obyvatelstva Čínské lidové republiky, která žije v bývalých podzemních krytech, které zůstaly pod velkými čínskými městy, zejména pod Pekingem, z období Studené války. Pod samotným Pekingem jich podle oficiálních údajů žije až čtvrt miliónu, ale neoficiální odhady se blíží až celému milionu.
Samotné kryty vznikly především v počátečních fázích Studené války a když Teng Siao-pching začal koncem sedmdesátých let svou politiku reformy a otevření, začala v Čínské lidové republice stoupat urbanizace, jak se do měst stěhovali dělníci z venkova. Aby jim zajistila bydlení, povolila vláda obývání některých z krytů.
Podzemní bydlení se ujalo a poté, co jej v roce 2010 ministerstvo bydlení zakázalo z bezpečnostních a zdravotních důvodů, vyhnal stát v následujících pěti letech z podzemí přes 120 tisíc obyvatel. Podzemní bydlení, byť už nelegální, zůstalo ovšem pro některé nízkopříjmové pracovníky nadále přitažlivým, mimo jiné proto, že na rozdíl od bydlení na periferiích nevyžaduje dlouhé dojíždění do práce.